# Adrienne Lecouvreur (1913)
Adrienne Lecouvreur ist ein mittellanger, französischer Ausstattungs- und Monumentalstummfilm aus dem Jahr 1912 mit Sarah Bernhardt in der Titelrolle.

## Handlung
Geschildert werden Szenen – vor allem Lieben und Leiden – aus dem Leben der berühmten französischen Theaterschauspielerin Adrienne Lecouvreur (1692–1730). Im Mittelpunkt des Geschehens steht ihre tragische Beziehung zu dem in französischen Diensten stehenden Marschall Moritz von Sachsen, die ein jähes Ende nimmt, als die Mimin, noch keine 38 Jahre alt – Sarah Bernhardt war zum Zeitpunkt der Dreharbeiten bereits 68 ! – von einer eifersüchtigen Rivalin vergiftet wird, während ihr Liebhaber im Krieg ist.

## Produktionsnotizen
Adrienne Lecouvreur wurde noch 1912, gleich im Anschluss von Königin Elisabeth von England, von demselben Team gedreht, nachdem der Elisabeth-Film national wie international ein gewaltiger Publikumserfolg wurde. Die Uraufführung war vermutlich im Januar 1913 in New York City. Im selben Jahr wurde der Film in Deutschland und Österreich-Ungarn gezeigt. Die deutsche Fassung war drei Akte lang und maß 857 Meter.
1938 drehte Marcel L’Herbier ein Remake dieses Stoffes.

## Kritiken und Rezeption
„Eine künstlerische Sensation allerersten Ranges ist der Monopol-Film der Firma Gaumont, das dreiaktige Drama „Adrienne Lecouvreur“, in dem Madame Sarah Bernhardt die Hauptrolle spielt. Wenn das Schauspiel selbst etwas antiquiert ist und dem Theaterrepertoire vergangener Zeiten angehört, so weiß die große französische Tragödin durch ihre Meisterleistung doch so bedeutende Wirkung auszulösen, daß man fortgesetzt unter dem Banne ihrer Persönlichkeit steht. Man möchte aus diesem Anlasse mal wieder die Frage erörtern, ob die Wirkung eines Dramas mehr auf seinem Inhalte oder auf seiner Darstellung beruht. Es ist jedenfalls Tatsache, daß wir oft durch eine darstellerische Leistung viel tiefer Eindrücke empfangen, als durch Dichtungen. Jedenfalls dürfte der Sarah Bernhardt in diesem Meisterwerke ein ebensolcher Erfolg beschieden sein, wie seinerzeit in „Königin Elisabeth“.“